# Витим (аэропорт)
«Витим» — аэропорт местного значения в одноимённом посёлке городского типа Якутии. В межсезонное время года (весна, осень) обеспечивает авиасообщение с районным центром — городом Ленском.
Эксплуатантом аэродрома является ФКП «Аэропорты Севера».
Покрытие взлётно-посадочной полосы — песчано-грунтовая смесь. Свето-сигнальное оборудование на площадке отсутствует, по этой причине аэропорт работает только в светлое время суток.

## Принимаемые типывоздушных судов[1][3]
Ан-2, Ан-28, Ан-38, Л-410, вертолёты всех типов.

## Происшествия
- 20 июля 1977 года — при взлёте в дождь и в условиях попутного ветра Авиа-14 (Ил-14) выкатился за пределы полосы, а после отрыва от земли врезался в деревья и упал в лес. Погибли 39 человек.